# 光学特性モニタ
光学特性モニタ（こうがくとくせいもにた）とは、光通信において光ファイバ中を伝搬する信号光の特性あるいは光ファイバの自身の光学特性を測定するものである。大容量の高密度波長分割多重（DWDM）光伝送の維持管理および次世代ネットワーク（NGN）システムの切り替えなどに使用される。光学特性モニタは、送信系列のビット情報を直接見ること無く、データチャネルの光学特性を測定してデータの品質を評価する。光学特性を評価することによって、光通信システムの制御性と故障検出機能が向上することが見込める。
光通信において、光学特性モニタの典型的な役割例は以下に挙げられる。
- ROADMのスイッチングを正確で確実なものとすること。
- 光増幅器利得のレベルを動的に補正すること。
- 装置の故障などで光パスが検波できない時に警告を出すこと。
- 適応編復調システムのトリガとして使用すること。

光学特性モニタの例としては、光チャネルの電力や、波長分散、OSNRなどを測定するOTDRが知られている。